# Plufur

Plufur este o comună în departamentul  Côtes-d'Armor, Franța. În 1 ianuarie 2022 avea o populație de 533 de locuitori.

## Geografie
Comuna între Morlaix și Guingamp, la sud-vest de Lannion, teritoriul său este strict legat de Yar în vest și de Dour Elego în est, până la confluența lor spre nord. La sud, orașul se extinde până la linia de cale ferată Paris-Brest și districtul stației.

## Toponimie
Numele localității este atestat în formele Plefor în jurul anului 1330, Ploefur sfârșitul secolului al 14-lea, în 1426, 1444, 1461 și în 1596, Pluffuren 1657.
Plufur este pentru ple sau plou și Fur, "parohia lui Sage" sau își ia numele dintr-o modificare a Sfântului Florent.

## Demografie
Evoluția numărului de locuitori este cunoscută prin recensămintele populației desfășurate în comuna din 1793. Din 2006, populațiile legale ale comunelor sunt publicate anual de INSEE. Recensământul se bazează acum pe o colecție anuală de informații, care acoperă succesiv toate teritoriile municipale pe o perioadă de cinci ani. Pentru municipalitățile cu mai puțin de 10.000 de locuitori, se efectuează un sondaj de recensământ al întregii populații la fiecare cinci ani, populațiile legale ale anilor intermediari fiind estimate prin interpolare sau extrapolare. Pentru municipalitate, primul recensământ cuprinzător în cadrul noului sistem a fost realizat în 2006.
În 2015, municipalitatea a avut 543 de locuitori, o scădere de 2,69% față de 2010 (Côtes-d'Armor: + 1,14%, Franța, cu excepția Mayotte: + 2,44%).